# Com usar bé de beure e menjar
Com usar bé de beure e menjar és un apartat del volum Terç de la monumental obra literària Lo Crestià, de Francesc Eiximenis. Lo Terç de lo Crestià va ser escrit l'any 1384 i, encara que no inclou receptes, pot usar-se com a guia per conèixer tot el que envoltava a la gastronomia d'aquell temps, ja que està totalment dedicat al menjar i el beure. Té 47 capítols, dels quals més d'un terç, concretament 17 capítols, estan exclusivament destinats al consum del vi, ja que el que més el preocupa en gastronomia és lluitar contra l'embriaguesa i la golafreria. Quant a filosofia i estil pertany al moviment de l'humanisme.
L'apartat Com usar bé de beure e menjar dona consells pràctics i explica els costums i les normes morals de la seva època, a la baixa edat mitjana, aplicades a la taula. Tracta temes com quantes vegades pot beure un home a taula sense quedar malament, del cerimonial a taula, de la golafreria, la gola, la pobresa i també del menjar i del servei a taula. També descriu molt detalladament el ritme dels àpats, els aliments de cada temporada, maridatges o combinacions aconsellades de plats i vins catalans, etc. Eiximenis assegura que les normes i els comportaments els marca la classe social, i per això parla de diferents normes de comportament per a cada estament: eclesiàstics, nobles, etc. Del seu contingut s'extreu que les normes catalanes de comportament a taula eren molt elaborades, i semblants a les italianes i occitanes.
Dedica un capítol sencer (Com catalans menjen pus graciosament e ab millor manera que altres nacions) molt curiós a descriure com, segons ell, mengen els catalans, que per a ell és d'una millor manera que els castellans, els portuguesos, els francesos, els italians, els alemanys i els anglesos. En aquest capitol descriu també com mengen aquests pobles i continua amb tretze raons (les vegades que es menja al dia, la quantitat de menjar, la quantitat de vi, els tipus de begudes, si mengen asseguts o drets, la manera de tallar la carn, la indumentària, etc.) per les quals la forma de fer-ho als Països Catalans és millor.

## Alguns detalls del seu contingut
Se sap per ell que els catalans solen estar contents de menjar dues vegades al dia, àpats que a l'època medieval estaven basats en pa i vi. Aconsella no fer "un castell" de pa a les sopes, ja que és maleducat segons ell per mostrar massa golafreria. També explica que un golafre acaba un àpat amb neules sucades en piment (un vi dolç medieval fet amb vi blanc, mel i espècies).
Un altre exemple és el consell de servir la carn rostida abans que la bollida, al contrari de com es feia arreu d'Europa, perquè aquesta segona ve menys de gust. Segons ell hom només hauria de menjar quan té gana i no per golafreria, i si hom serveix primer el que és menys bo hi ha la tendència a menjar-s'ho tot fins a arribar al plat millor, mentre que si hom comença pel més bo només menjarà després la resta si veritablement té gana.
Troba que les dames castellanes i portugueses porten faldilles massa curtes, que deixen veure les cames quan mengen, cosa que segons ell és molt desagradable de veure quan hom està menjant. Dedica molts detalls a descriure com rebre convidats, donant consells com, si és possible, no fer-los menjar a tots d'un mateix plat sinó parar taula amb un plat per a cadascú; o no parlar-los de males notícies o de coses desagradables; no convidar juntes a persones que no s'avenen bé; etc. Als convidats els aconsella que deixin una mica de menjar al plat, per a mostrar que s'han atipat bé. Recomana l'ús de la forquilla i del tovalló, estris que a França i altres països europeus no es van començar a usar fins al segle xviii.